# Hugo Jentsch

Hugo Jentsch

Emil Moritz Hugo Jentsch (* 20. September 1840 in Luckau; † 29. Mai 1916 im Sanatorium Rockwinkel bei Bremen) war ein deutscher Gymnasiallehrer, Landeshistoriker und Urgeschichtsforscher.

## Leben und Werk
Hugo Jentsch wurde als Sohn des Predigers Moritz Jentsch geboren und besuchte das Gymnasium seiner Heimatstadt Luckau. 1859 nahm er ein Studium der Theologie und Philologie an der Friedrich-Wilhelms-Universität in Berlin auf, das er 1866 mit der Promotion zum Dr. phil. abschloss. Nach der Staatsprüfung für das höhere Lehrfach und dem Probejahr 1868 am Gymnasium in Küstrin wurde er 1869 Oberlehrer am Gymnasium in Guben, wo er bis zum Eintritt in den Ruhestand 1913 lehrte.
Jentsch verfasste viele heimatkundliche Aufsätze und gehörte 1884 zu den Begründern der Niederlausitzer Gesellschaft für Anthropologie und Altertumskunde. Er wurde deren stellvertretender Vorsitzender und von 1892 bis 1916 deren Vorsitzender. Er baute am Gymnasium in Guben eine Sammlung von prähistorischen Funden auf, die 1900 in eine städtische Altertümersammlung übergingen. Seit 1913 wurde sie in einem Museum ausgestellt, deren Direktor er wurde. In Anerkennung seines Verdienstes wurde der Platz vor dem Gebäude „Jentsch-Platz“ (heute (ul.) „Basztowa“, Gubin) genannt. Außerdem erhielt er den Kronenorden III. Klasse und den Roten Adlerorden III. Klasse mit Schleife. Seit den 1990er Jahren trägt eine Straße in Guben, Wohnkomplex Reichenbacher Berg, den Namen „Hugo-Jentsch-Straße“.
Bereits 1875, wenige Jahre nach deren Gründung 1869, wurde er Mitglied der Berliner anthropologischen Gesellschaft. Seit 1890 war er korrespondierendes Mitglied des Vereins für die Geschichte Berlins. Daneben war er Mitglied der „Provinzialkommission für die Denkmalpflege in der Provinz Brandenburg“, des geschäftsführenden Ausschusses der Vereinigung für Heimatpflege für den Regierungsbezirk Frankfurt, Ehrenmitglied der Oberlausitzischen Gesellschaft der Wissenschaften (1904), der Gesellschaft für Anthropologie und Urgeschichte der Oberlausitz, der Brandenburgia, des Vereins für die Geschichte Soraus, der Vereinigung für Heimatkunde des Berliner Geschichtsvereins und des Historischen Vereins zu Frankfurt (Oder).

## Werke
- Aristotelis ex arte rhetorica quaeritur quid habeat Cicero. Dissertation, Schade, Berolini 1866.
- Johann Franck von Guben. König, Guben 1877.
- Die prähistorischen Altertümer aus dem Stadt- und Landkreise Guben. 5 Teile, Guben 1883–1892.
- Das Gräberfeld bei Sadersdorf im Kreise Guben und die jüngste Germanenzeit der Niederlausitz. Koenig, Guben 1896.
- Kirchliche Erinnerungen aus der vorreformatorischen Zeit Gubens. Albert Koenig, Guben 1901.
- Geschichte des Gymnasiums zu Guben bis zur Einrichtung von Realklassen i. J. 1833. Koenig, Guben 1912.
- Das Königliche evangelische Lehrerseminar zu Marienburg von 1813–1913. Hirt, Breslau 1913.
- Karl Gander (unter Benutzung der Vorarbeiten von Jentsch): Geschichte der Stadt Guben. Magistrat, Guben 1925; Nachdruck: Institut für Städtegeschichte der Westfälischen Wilhelms-Universität, Münster 1980, ISBN 3-921616-69-7.